# Сборная Арма по гэльским играм
Сборная Арма по гэльским играм, как орган управления — Арманский совет Гэльской атлетической ассоциации  или Совет графства Арма при Гэльской атлетической ассоциации (англ. Armagh County Board of the Gaelic Athletic Association / Armagh GAA, ирл. Cumann Lúthchleas Gael Coiste Chontae Ard Mhacha / CLG Coiste Chontae Ard Mhacha), транслитерированное название Арма ГАА — команда графства Арма, выступающая в соревнованиях Гэльской атлетической ассоциации. Относится к числу 32 команд графств острова Ирландия, заведует развитием гэльских игр в графстве Арма как на уровне отдельных команд, так и всего графства.

## Эмблема и цвета
Традиционно цветами графства Арма являются оранжевый и белый. До 1926 года игроки команды графства Арма играли в полосатых чёрно-янтарных футболках: новую форму оранжево-белой расцветки им связали монахини Доминиканского ордена из местечка Омит (графство Лаут), и перед игрой вторых составов команд Арма и Дублина арманцы надели именно эту форму, ставшую их основным комплектом.

## Гэльский футбол

### История
В Арма достаточно сильные и давние футбольные традиции: ещё до официального создания совета графства при Гэльской атлетической ассоциации, произошедшего в 1889 году, в графстве были несколько клубов по гэльскому футболу. В 1890 году команда Арма выиграла чемпионат Ольстера и стала второй командой после Монахана, выигравшей этот турнир. Как правило, в ранние годы существования Гэльской атлетической ассоциации роль сборной играл сильнейший клуб графства, который в своей же форме и выходил играть: так, честь Арма защищал клуб «Арма Харпс», который обыграл в финале чемпионата Ольстера тиронскую команду «Оуэн Роуз», но в полуфинале Всеирландского чемпионата потерпел поражение от представлявшей Корк команды «Мидлтон».
Несмотря на то, что на провинциальном уровне команда Арма выступала неплохо, равно как и в турнирах среди вторых составов и юниоров (чемпионы 1949 и 2009 года, финалисты 1957 года), сборная доходила до финала Всеирландского чемпионата в 1953 и 1977 годах, проиграв оба финала. Только в 2002 году сборная Арма первый и единственный раз сумела выиграть Всеирландский чемпионат, нанеся поражение сборной Керри в финале. Тренером того чемпионского состава был Джо Кернан. Далее последовала череда неудач: в 2009 году после поражения от Тирона ушёл в отставку Питер Макдоннелл, уступивший пост тренера Падди О’Рурку, прежде игравшему в сборной графства Даун и тренировавшему её.
В 2010 году Арма выиграл 2-й дивизион Национальной футбольной лиги и вышел в 1-й дивизион, который покинул в 2013 году. После команду возглавил Пол Гримли, выведя её в четвертьфинал Всеирландского первенства и проиграв Донеголу с разницей в 1 очко — это был первый с 2008 года выход арманцев в четвертьфинал. После турнира сборную принял Киран Макджини.

### Достижения
Всеирландские чемпионы: 1 раз
| Год  | Состав | Счёт                   |
| ---- | --- | ---------------------- |
| 2002 | Стартовый состав: 1. Бенни Тирни. 2. Энда Макналти. 3. Джастин Макналти. 4. Фрэнсис Беллью. 5. Эйдан О’Рурк. 6. Киран Макджини . 7. Энди Маккенн. 8. Джон Тоул. 9. Пол Макгрейн. 10. Падди Маккивер. 11. Джон Макэнти. 12. Ошин Макконвилль. 13. Стивен Макдоннелл. 14. Ронан Кларк. 15. Дермод Марсден. Замены: Барри О’Хаган (вместо Дж. Макэнти), Тони Макэнти (вместо Макивера). | Арма 1-12 — Керри 0-14 |

Всеирландские чемпионы среди молодёжи (до 21 года): 1 раз
| Год  | Состав | Счёт                |
| ---- | --- | ------------------- |
| 2004 | Стартовый состав: G. Wilson, G. Smyth, F. Moriarty, A. Mallon, A. Kernan, C. McKeever, B. McDonald, M. Mackin, G. Swift, G. Loughran, S. Kernan, P. Toal, M. McNamee, R. Austin, B. Mallon. Замены: P. Duffy, B. Toner, J. Murtagh, M. Moore, S. O'Neill. | Арма 2-8 — Мейо 1-9 |

Всеирландские чемпионы среди юниоров: 2 раза
| Год  | Состав | Счёт                 |
| ---- | --- | -------------------- |
| 1949 | L. McCorry, E. McCann, J. Brattan, J. McKnight, F. Kernan, B. O’Neill, T. McConville, E. Mee, S. Collins, T. Connolly, S. Blaney, J. Cunningham, S. Smith, P.J. McKeever, B. McGrane. Sub - M. McKnight for Collins.                                                                                                 | Арма 1-7 — Керри 1-5 |
| 2009 | Стартовый состав: S. O’Reilly, K. Downey, R. Finnegan, K. Nugent, D. McKenna, N. Rowland, J. Morgan, P. Carragher (0-1), J. Donnelly, R. Grugan (0-1, 0-1f), A. Murnin (0-1), C. King, R. Tasker (0-3), E. McVerry (0-3, 0-1f), G. McParland. Замены: C. McCafferty (Finnegan ’53), T. McAlinden (0-1, McVerry ’54). | Арма 0-10 — Мейо 0-7 |

Всеирландские чемпионы среди дублёров: 1 раз
| Год  | Состав | Счёт                   |
| ---- | --- | ---------------------- |
| 1926 | Стартовый состав: C. Morgan, H. Cumiskey, Gene Hanratty, J. Vallely, Joe Harney, J. Maguire, Owen Connolly, J. Corrigan, F. McAvinchey, F. Toner, P. Fearon, J. Kernan, H. Arthurs, J. Donaghy, J. McCusker. Замены: J. McEntee (F. McAvinchey). | Арма 4-11 — Дублин 0-4 |

Чемпионы Национальной футбольной лиги: 1 раз
| Год  | Состав | Счёт                      |
| ---- | --- | ------------------------- |
| 2005 | Стартовый состав: P. Hearty; A. Mallon, F. Bellew, P. McCormack (0-1); A. Kernan 0-1, K. McGeeney, C. McKeever; J. Toal, P. McGrane; M. O'Rourke, J. McEntee (0-1), O. McConville (0-2); S. McDonnell (0-10), R. Clarke (0-2), B. Mallon (0-4). Замены: P. McKeever (1-0), A. McCann, J. McNulty, P. Loughran, A. O'Rourke. | Арма 1-21 — Уэксфорд 1-14 |

- Чемпионы Ольстера: 14 раз (1890, 1903, 1950, 1953, 1977, 1980, 1982, 1999, 2000, 2002, 2004, 2005, 2006, 2008)
- Чемпионы Ольстера среди молодёжи (до 21)[англ.]: 1998, 2004, 2007
- Чемпионы Ольстера среди юниоров[англ.]: 11 раз (1930, 1949, 1951, 1953, 1954, 1957, 1961, 1968, 1992, 1994, 2005, 2009)
- Чемпионы Ольстера среди дублёров[англ.]: 6 раз (1925, 1926, 1935, 1948, 1951, 1985)
- Обладатели Кубка Доктора Маккенны[англ.]: 9 раз (1929, 1931, 1938, 1939, 1949, 1950, 1986, 1990, 1994)
- Обладатели Кубка Доктора Лагана[англ.]: 1954, 1955, 1956

### Игроки в сборной звёзд ГАА
По состоянию на 2019 год 24 раза игроки Арма попадали в символическую сборную ГАА.
- 1972: Падди Мориарти[англ.]
- 1977: Джо Кернан[англ.], Джимми Смит, Падди Мориарти[англ.] (2-й раз)
- 1980: Колм Маккинстри
- 1982: Джо Кернан[англ.] (2-й раз)
- 1993: Джер Хулахан[англ.]
- 1999: Киран Макджини[англ.], Дермод Марсден[англ.]
- 2000: Киран Макджини[англ.] (2-й раз), Ошин Макконвилль[англ.]
- 2002: Энда Макналти[англ.], Эйдан О’Рурк[англ.], Киран Макджини[англ.] (3-й раз), Пол Макгрейн[англ.], Стивен Макдоннелл[англ.], Ошин Макконвилль[англ.] (2-й раз)
- 2003: Фрэнсис Беллью[англ.], Стивен Макдоннелл[англ.] (2-й раз)
- 2005: Энди Мэллон[англ.], Пол Макгрейн[англ.] (2-й раз), Стивен Макдоннелл[англ.] (3-й раз)
- 2006: Ронан Кларк[англ.]
- 2008: Ронан Кларк[англ.] (2-й раз)

### Текущий состав
Заявка на матч 3-го раунда квалификации Всеирландского чемпионата 2019 года против Мейо (29 июня 2019).
| \| Номер \| Имя \| Позиция \| Клуб \| \| ----- \| -------------------- \| --------------------- \| ------------------------------- \| \| 1 \| Блэйн Хьюз \| Вратарь \| Карриккруппен[англ.] \| \| 2 \| Марк Шилдс \| Правый корнер-бэк \| Кроссбейн \| \| 3 \| Патрик Бёрнс \| Фулл-бэк \| Форкхилл Питер О’Дорнин[англ.] \| \| 4 \| Аарон Маккей \| Левый корнер-бэк \| Дроминти Сент-Патрикс[англ.] \| \| 5 \| Пол Хьюз \| Правый винг-бэк \| Кроссмаглен Рейнджерс[англ.] \| \| 6 \| Эйдан Форкер \| Центр-бэк \| Аннамор Пирсез[англ.] \| \| 7 \| Брендан Донахью \| Левый винг-бэк \| Клонмор Роберт Эмметс[англ.] \| \| 8 \| Джарлат Бёрнс \| Полузащитник \| Сильвербридж Харпс[англ.] \| \| 9 \| Ниалл Гримли \| Полузащитник \| Мадден Рапариз[англ.] \| \| 10 \| Стивен Кэмпбелл \| Правый винг-форвард \| Клан на Гэл[англ.] \| \| 11 \| Эйдан Наджент[англ.] \| Центр-форвард \| Сент-Патрикс Каллиханна[англ.] \| \| 12 \| Джемар Холл \| Левый винг-форвард \| Форкхилл Питер О’Дорнин[англ.] \| \| 13 \| Джейми Кларк \| Правый корнер-форвард \| Кроссмаглен Рейнджерс[англ.] \| \| 14 \| Райан О’Нил \| Фулл-форвард \| Кроссмаглен Рейнджерс[англ.] \| \| 15 \| Рори Граган \| Левый корнер-форвард \| Баллимакнаб Раунд Тауэрз[англ.] \| \| - \| Итан Рафферти \| Запасной \| Рэмсгрейндж \| \| - \| Грег Маккейб[англ.] \| Запасной \| Шейн О’Нилс[англ.] \| \| - \| Бен Крили \| Запасной \| Магери Шон Макдермоттс[англ.] \| |                 |                       |                          |
| Номер | Имя             | Позиция               | Клуб                     |
| 1 | Блэйн Хьюз      | Вратарь               | Карриккруппен            |
| 2 | Марк Шилдс      | Правый корнер-бэк     | Кроссбейн                |
| 3 | Патрик Бёрнс    | Фулл-бэк              | Форкхилл Питер О’Дорнин  |
| 4 | Аарон Маккей    | Левый корнер-бэк      | Дроминти Сент-Патрикс    |
| 5 | Пол Хьюз        | Правый винг-бэк       | Кроссмаглен Рейнджерс    |
| 6 | Эйдан Форкер    | Центр-бэк             | Аннамор Пирсез           |
| 7 | Брендан Донахью | Левый винг-бэк        | Клонмор Роберт Эмметс    |
| 8 | Джарлат Бёрнс   | Полузащитник          | Сильвербридж Харпс       |
| 9 | Ниалл Гримли    | Полузащитник          | Мадден Рапариз           |
| 10 | Стивен Кэмпбелл | Правый винг-форвард   | Клан на Гэл              |
| 11 | Эйдан Наджент   | Центр-форвард         | Сент-Патрикс Каллиханна  |
| 12 | Джемар Холл     | Левый винг-форвард    | Форкхилл Питер О’Дорнин  |
| 13 | Джейми Кларк    | Правый корнер-форвард | Кроссмаглен Рейнджерс    |
| 14 | Райан О’Нил     | Фулл-форвард          | Кроссмаглен Рейнджерс    |
| 15 | Рори Граган     | Левый корнер-форвард  | Баллимакнаб Раунд Тауэрз |
| - | Итан Рафферти   | Запасной              | Рэмсгрейндж              |
| - | Грег Маккейб    | Запасной              | Шейн О’Нилс              |
| - | Бен Крили       | Запасной              | Магери Шон Макдермоттс   |

## Хёрлинг

### История
Как и во многих графствах, которые не относятся к Манстеру и югу Ленстера, хёрлинг по популярности проиграл гэльскому футболу в Арма. Очагами развития хёрлинга в графстве считаются местечки Киди, Дерринуз и Мидлтаун. В последние годы наблюдается определённый прогресс благодаря работе тренерского дуэта Мэтти Леннона и Джера Рогана. В 2006 году Арма выиграл 3-й дивизион Национальной лиги хёрлинга, победив на групповом этапе во всех встречах и обыграв Лаут со счётом 3-10 — 1-11 в финале на стадионе «Бреффни Парк» в Каване. Однако во втором дивизионе команда не выиграла ни один матч, а в кубке Кристи Ринга также потерпела неудачу, проиграв Дерри, Лиишь и финалистам из Карлоу.
В мае 2007 года Арма впервые за 60 лет сыграл в чемпионате Ольстера, пройдя Дерри, но уступив Дауну в компенсированное время. 12 августа 2007 года команда сыграла в финале кубка Никки Ракарда против Роскоммона и проиграла с разницей в 2 очка. 3 июля 2010 года, однако, арманцы обыграли Лондон со счётом 3-15 — 3-14 на Кроук Парк и выиграли Кубок; юниоры же победили в первом дивизионе чемпионата Ольстера и вышли в финал, как и сборная до 21 года, вышедшая в финал молодёжного чемпионата Ольстера.
В 2011 году команда Арма впервые с 1946 года вышла в финал чемпионата Ольстера, а молодёжная команда (до 21 года) повторила прошлогоднее достижение и впервые в истории сыграла в двух финалах подряд. Через год, 9 июня 2012 года, сборная Арма выиграла Кубок Никки Ракарда во второй раз в истории, победив Лаут со счётом 3-20 — 1-15 на Кроук Парк. Дальнейшие успехи датируются выходом в дивизион 2A Национальной лиги в 2016 году и финалы чемпионата Ольстера в 2016 и 2017 годах (оба раза одержаны победы над Дауном).

### Достижения
- Обладатели Кубка Никки Ракарда[англ.]: 2010, 2012
- Всеирландские чемпионы среди дублёров[англ.]: 1978, 1979, 2000
- Победители дивизиона 2B Национальной лиги[англ.]: 2016
- Чемпионы Ольстера среди юниоров[англ.]: 1975
- Победители Национальной лиги Ольстера среди юниоров: 2010
- Чемпионы Ольстера среди дублёров[англ.]: 6 раз (1949, 1965, 1973, 1990, 1991, 2000)

## Камоги

### История
Высшее достижение команд Арма по камоги — участие в финале Национальной лиги камоги в 1995 году против Корка *по пути к финалу были разбиты Голуэй и Уэксфорд. Основой успеха послужил выход в финал Всеирландского чемпионата среди девушек до 16 лет 1988 года: в 1993 году почти эта же команда выиграла Кубок Кейтлин Миллс в чемпионате дублёров, а через год и всеирландский чемпионат среди команд второго эшелона.
В 1980, 1988, 1993 и 1994 годах команда Арма выигрывала 2-й дивизион Национальной лиги камоги, а в 2006 году выиграла кубок Нэнси Мюррей в рамках всеирландского чемпионата среди дублёров. В 2003 году команда вышла в финал всеирландского чемпионата среди юниорок B, проиграв Уотерфорду 1-4 — 6-11, а в 2011 году выиграла чемпионат среди юниорок C, победив Мит со счётом 3-5 — 1-10.
На клубном уровне среди вторых составов отметился победой во Всеирландском чемпионате 2005 года клуб «Кроссмаглен Рейнджерс»; в 2006 и 2007 годах в решающих матчах играла команда «Киди Лам Дерг» (поражение от «Харпс» со счётом 0-5 — 1-7 в 2006 году и от той же команды со счётом 2-8 — 2-7 в 2007 году). Та же команда вместе с «Сент-Брендас Бэллимакнаб» выигрывали свои дивизионы на Фестивале гэлов. Среди выдающихся игроков в камоги выделяется лучшая молодая спортсменка 2005 года Колетт Максорли.
В 2010—2015 годах в графстве действовал план развития камоги под девизом «Наша игра, наша страсть» (англ. Our Game, Our Passion); к 2015 году планировалось создать пять новых клубов по этому виду спорта.

### Достижения
- Всеирландские чемпионки среди команд второго эшелона[англ.]: 1994
- Всеирландские чемпионки среди дублёров[англ.]: 1993
- Победители 2-го дивизиона Национальной лиги[англ.]: 1980, 1988, 1993, 1994
- Обладатели Кубка Нэнси Мюррей: 2006[5]
- Всеирландские чемпионки среди юниорок C: 2011[7]

## Спонсоры
В 2012 году совет Арма ГАА заключил ряд спонсорских соглашений с оператором связи Rainbow Communcations как генеральным спонсором (его имя изображается на футболках) и Simply Fruit как спонсором детских команд. До этого спонсором команд был Morgan Fuels, сотрудничавший на протяжении 17 лет вплоть до 2012 года.